# Epidendrum cristatum
Epidendrum cristatumRuiz & Pav. (1789) là một loài lan thuộc chi Epidendrum mọc cả trên mặt đất và biểu sinh tại độ cao gần 1 km ở vùng Tân nhiệt đới từ México qua Brasil, cũng như Trinidad.

## Miêu tả
Epidendrum cristaum là một loài Epidendrum bất thường cao đến 8 m.

## Hình ảnh

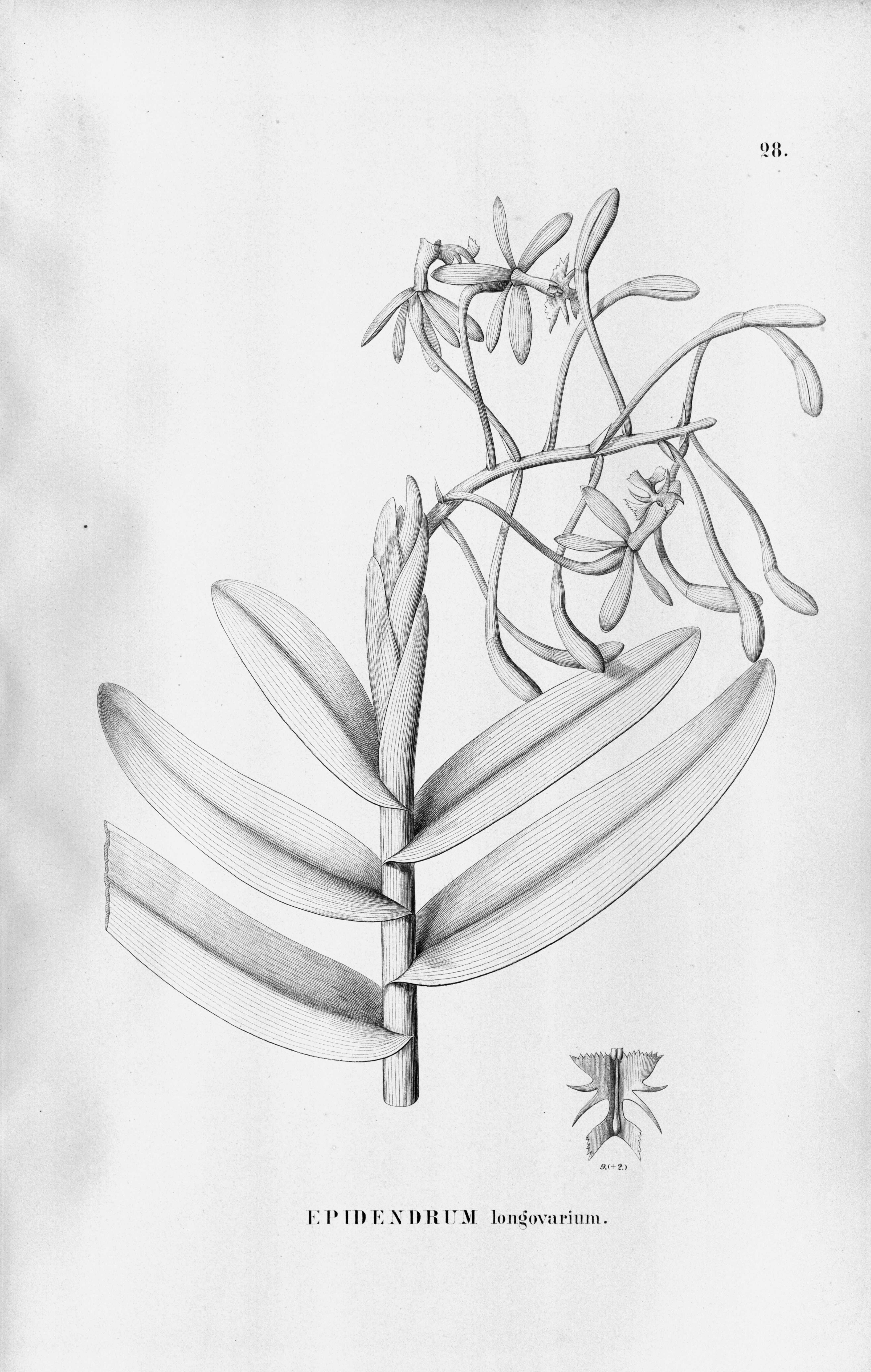
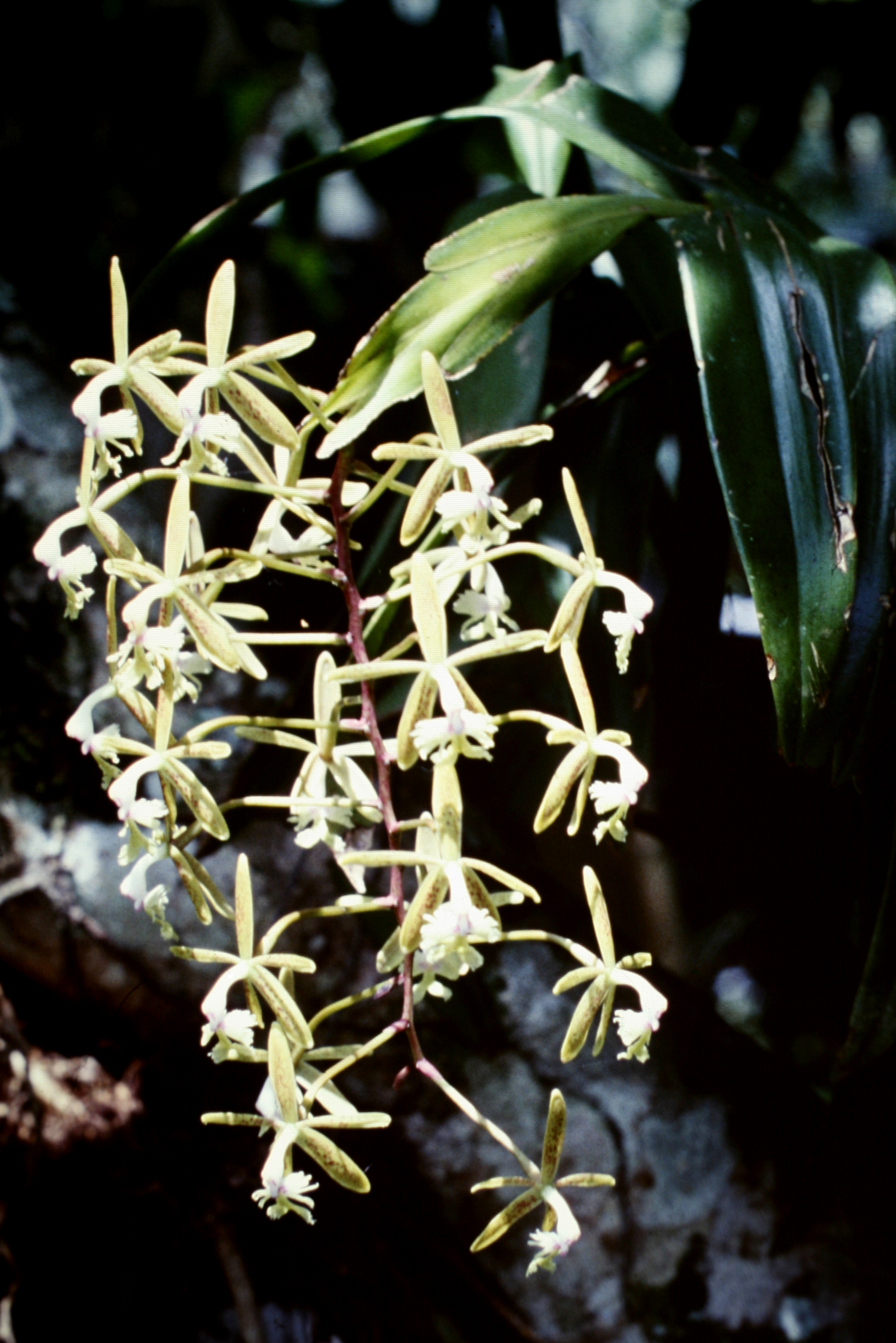
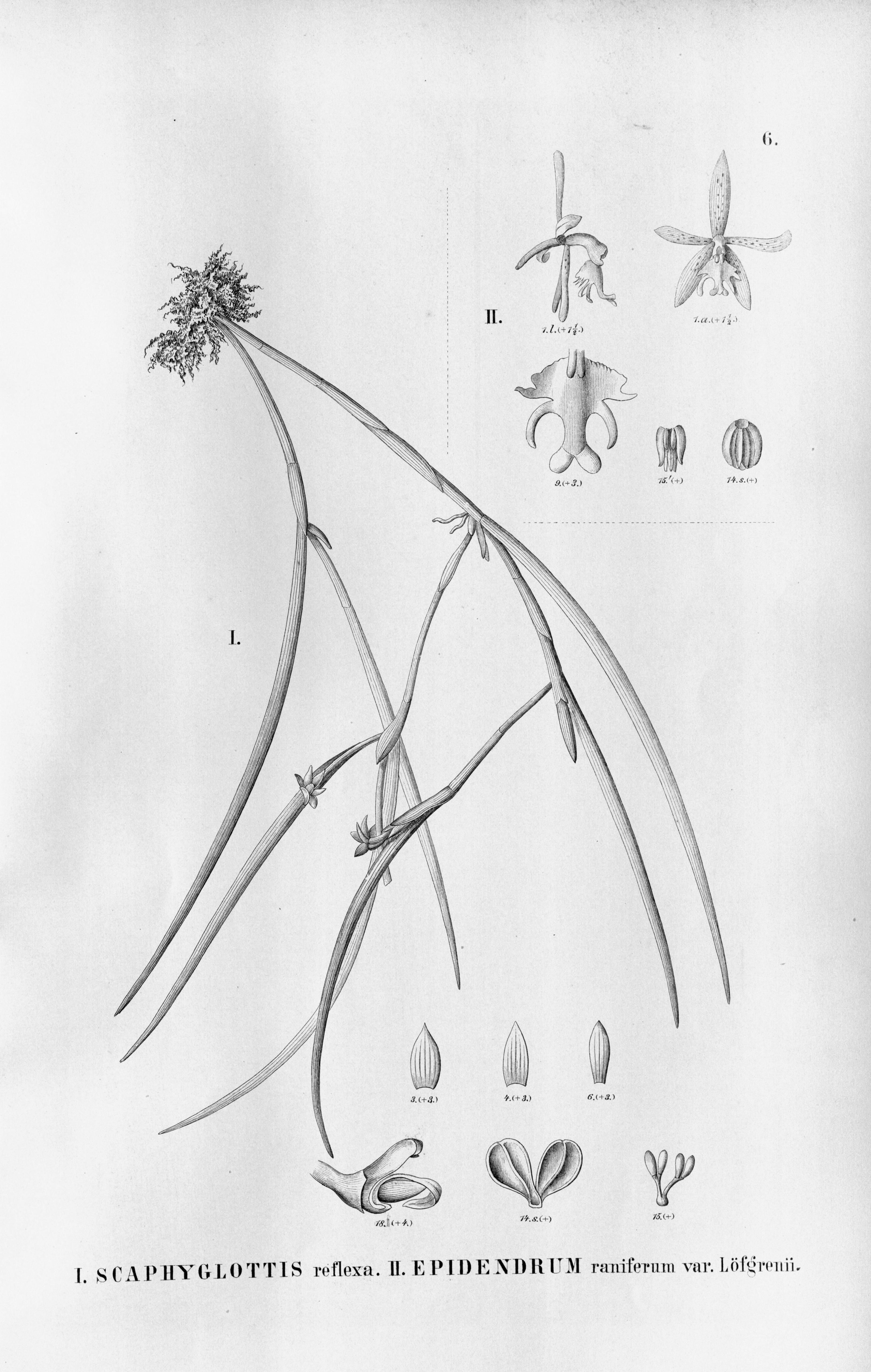